# Katiannina
Katiannina  (лат.) — род коллембол из семейства Katiannidae (Symphypleona).

## Распространение и описание
Мелкие коллемболы округлой формы тела (длина около 1 мм).
Ботрихиумы A, B и C развиты, а D короткий на крупной папилле. Четвертый членик усика субсегментированный. Четвертый членик усиков длиннее третьего. Голова без утолщенных или длинных щетинок. Голова и ротовой аппарат не удлиненные. Крупное брюшко без мелких шипиков и без боковых кутикулярных выступов. 6-й абдоминальный сегмент у самок с заостренной щетинкой a0. Тибиотарзус без пор.
- Katiannina macgillivrayi (Banks, 1897) — Канада, США
- Katiannina subalpina (Itoh, 2000) — Япония[7]
  - =Smithurinus (Katiannina) subalpinus